# Edmond Privat
Edmond Privat (Ginevra, 17 agosto 1889 – Rolle, 28 agosto 1962) è stato uno scrittore, giornalista ed esperantista svizzero.
Scrisse drammi, poesie, racconti e libri sul movimento esperantista.

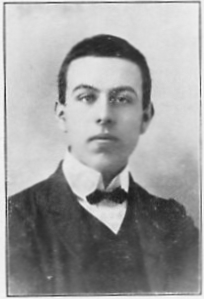
Edmond Privat nel 1906.

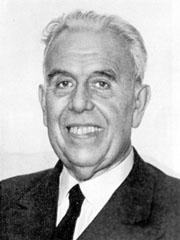
Edmond Privat negli anni 1950.

## L'impegno esperantista
Privat apprese l'esperanto insieme con Hector Hodler nel 1903. Nello stesso anno fondò la rivista Juna Esperantisto. Nel 1905 partecipò al primo Congresso Universale di Esperanto.
Studiò linguistica e storia a Parigi; in questo periodo redasse opere in lingua francese sulla storia e sulla psicologia dei popoli. Guidò un comitato internazionale ed organizzò conferenze a favore delle nazioni oppresse. Fu pioniere dell'istruzione popolare e dell'introduzione del sistema cooperativo in Svizzera.
Nel 1912 divenne membro del comitato dell'Associazione Universale Esperanto (UEA) e dal 1920 al 1934 assunse la carica di redattore del suo organo ufficiale, la rivista Esperanto. Dal 1924 al 1928 è stato contemporaneamente presidente dell'UEA e dell'Internacia Centra Komitato; fu costretto alle dimissioni da uno scandalo da cui uscì, però, senza colpe.
Dal 1921 al 1928 fu presidente della Società Esperantista Svizzera. Dal 1923 al 1926 ricoprì inoltre la carica di consigliere onorario e vicedelegato dell'Iran presso la Lega delle Nazioni, presentando l'esperanto presso varie istanze internazionali. Organizzò numerose conferenze, tra le quali quelle sull'insegnamento dell'Esperanto (Ginevra 1922), e sull'utilizzo della lingua pianificata da Zamenhof in ambito turistico, industriale e commerciale (Venezia 1923 - Parigi 1925).
Ebbe rapporti con Gandhi e Nehru, cui lo legavano non solo l'ammirazione ma soprattutto l'amicizia personale.

## Carriera letteraria
Con le opere Historio de la lingvo Esperanto e Vivo de Zamenhof Privat divenne uno dei più famosi storici del movimento esperantista. Tra le sue opere successive si ricordano lo studio filologico Esprimo de sentoj en Esperanto, Ginevra, la raccolta di poesie Tra l'silento.
Attivo anche sul fronte della pedagogia, scrisse il libro Karlo ed il Kursa lernolibro.

## Opere
- Karlo (1909)
- Ĉe l'koro de Europo (1909)
- Vivanta lingvo de vivanta popolo (1910)
- Pri esperanta literaturo (1912)
- Tra l'silento (1912)
- Ginevra (1913)
- Kursa lernolibro (1913)
- Historio de la lingvo Esperanto (due volumi, 1912, 1927)
- Vivo de Zamenhof (1920)
- Esprimo de sentoj en Esperanto (1931)
- Interpopola konduto (1934)
- Federala sperto (1958)
- Junaĝa verkaro (1960)
- Aventuroj de pioniro (1963)
- Vivo de Gandhi (1967)
- Du paroladoj

### Opere disponibili su Internet
- (EO) Karlo, su members.tripod.com.
- (EO) Esprimo de sentoj en Esperanto (PDF), su homepage.mac.com. URL consultato il 28 giugno 2008 (archiviato dall'url originale il 7 marzo 2006).
- (EO) Vivo de Zamenhof (PDF) [collegamento interrotto], su esperantujo.org.